# Ehrbach
Der Ehrbach ist ein etwa 20 km langer rechter Nebenfluss der Mosel in Rheinland-Pfalz. Umgangssprachlich wird er gelegentlich mit der Ehrbachklamm gleichgesetzt, die jedoch nur ein 1,5 Kilometer langes Teilstück des Mittellaufs ist.

## Name
In der lokalen, moselfränkischen Mundart wird der Bach die Ihr genannt. Möglicherweise hat der, wie meistens im deutschen Sprachraum, weibliche Flussname keltische Wurzeln. Etymologisch kommt für das Morphem Ehr oder Ehren auch das mittelhochdeutsche êre für den Ahorn in Betracht, was aber bei der Häufigkeit von Ortsnamen mit Ehr im deutschsprachigen Raum, der Verbreitung der Ahorn-Arten und der relativ geringen Wertschätzung dieser Holzart unbefriedigend erscheint. 
Bis ins 19. Jahrhundert fehlte die Endung -bach. In Urkunden des Mittelalters ist es die Eere, über der sich der Eereberch (Berg mit der Ehrenburg) erhebt. Um 1600 heißt es in einer Karte des Arnold Mercator des Bistums Trier die Eer flu. (lat.: fluvius = Fluss). Ihrenbach ist sein Name 1811 in der ersten geometrisch erstellten Karte aus der Zeit Napoleons, die später von preußischen Landvermessern übernommen wurde (Tranchot/Müffling, Blatt 160 Hatzenport). 1847 heißt der Bach dann in der Preußischen Uraufnahme Ehrenbach (Blatt 5710 Münstermaifeld). Seine heutige Form Ehrbach erscheint erstmals in der preußischen Landesaufnahme von 1902.

## Geographie

### Verlauf
Die von der Ehrbachmündung am weitesten entfernten Gerinne des Quellgebietes entspringen in etwa 500 Metern Höhe aus Quellmulden des Hunsrücks in der Gemeinde Halsenbach (Gemarkung Ehrerheide) und unterhalb der Lanzhöhe (492 m) bei der Gemeinde Dörth. Das Ehrbachtal zeigt sich als einsames, meist enges und tief in die wellige Hochfläche des Hunsrücks eingeschnittene, typisches Mittelgebirgstal mit naturnahem Charakter. Es ist für Kraftfahrzeuge nur im Unterlauf und zu einigen Mühlen hin erschlossen.

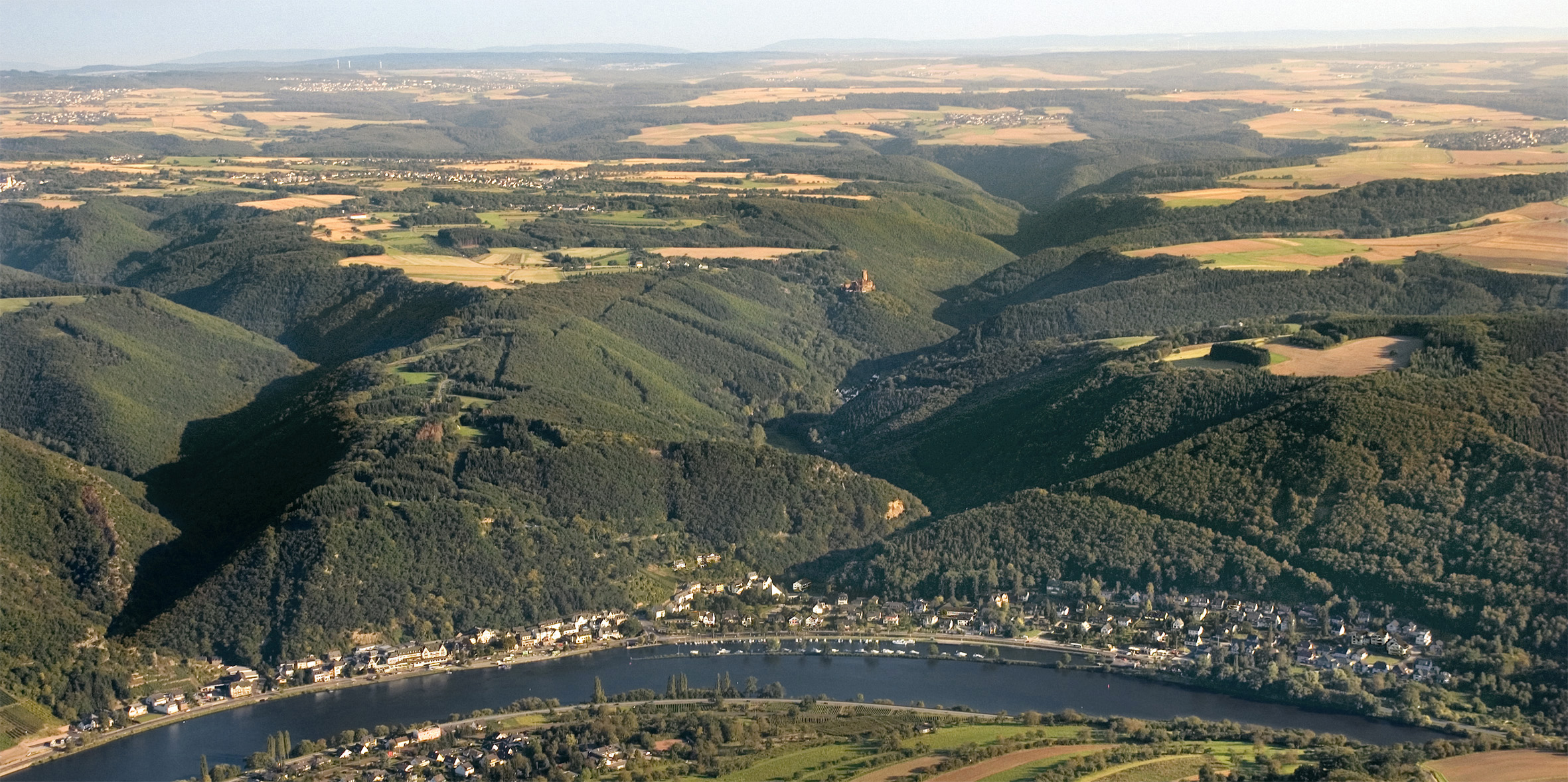
Blick auf das Moseltal und das in die Hochfläche des Hunsrück eingeschnittene Ehrbachtal (Mitte)

Im engsten Teilstück ist das Tal schluchtartig, wiewohl nicht klammartig im allgemeinen Wortsinn. Die Bezeichnung Ehrbachklamm erklärt sich aus der regionalen Begriffsverwendung Klamm oder Klemm für eine Schlucht. Hier sind an kompakten querenden Grauwacke- und Tonschieferbänken viele Gefällestufen entstanden, von denen eine als Wasserfall bezeichnet werden kann. Auch die benachbarten Fließgewässer Baybach und Brodenbach weisen im Mittellauf solche Schluchtabschnitte auf.
Der Unterlauf ist ebenfalls steilhängig, die hier breitere Talsohle gibt jedoch Wiesen und einer Straße Raum. In den nach Südwesten ausgerichteten Hängen erinnern verbuschte und bewaldete Terrassen an den Weinbau, der hier bis in die Mitte des 20. Jahrhunderts betrieben wurde. Das untere Ehrbachtal säumen nur die wenigen Häuser von Ehrenburgertal, einem Ortsteil von Brodenbach, wo der Ehrbach in die Mosel mündet.

### Nebenflüsse
Im Ehrbach-Quellgebiet westlich der Wasserscheide zwischen Untermosel und Mittelrhein entspringen zwischen den Anschlüssen Boppard-Buchholz und Emmelshausen der A 61, neben kleineren Gerinnen, von Nord nach Süd Kobelsbach, Holzbach und Neyer Bach. In den topographischen Kartenwerken erscheint erst nach der Vereinigung dieser Bäche, unterhalb der Schönecker Mühle, die Bezeichnung Ehrbach. Das Wasserwirtschaftsamt Rheinland-Pfalz dagegen qualifiziert bereits das mündungsfernste, zunächst den Neyer Bach speisende Quellgerinne als Teil des Ehrbach-Hauptstrangs. Weitere Nebenflüsse sind:
- Liesenfelder Bach – 5 km langer, linker Nebenfluss, entspringt auf 448 m ü. NHN und mündet in den
- Preisbach – 4,6 km langer, linker Nebenfluss auf 208 m ü. NHN
- Mühlchesbach – 3,8 km langer, linker Nebenfluss auf 153 m ü. NHN
- Kröpplinger Bach – 2,3 km langer, rechter Nebenfluss auf 123 m ü. NHN
- Kehrgraben – 1,7 km langer, linker Nebenfluss auf 93 m ü. NHN

## Flora und Fauna
Ober- und Unterlauf fließen durch extensiv genutzte Talwiesen. Am Ufer stehen vor allem Weiden und Erlen, die heute kaum noch wirtschaftlich genutzt werden. Im mittleren Bereich, besonders in der engen Ehrbachklamm, steigen mit Eichen und Hainbuchen bewaldete Hänge direkt aus dem Bach auf. Bemerkenswert sind hier die ausgedehnten Vorkommen von Hirschzungenfarn.
Graureiher und Stockenten sind häufige Wasservögel im Bachtal.

## Mühlen

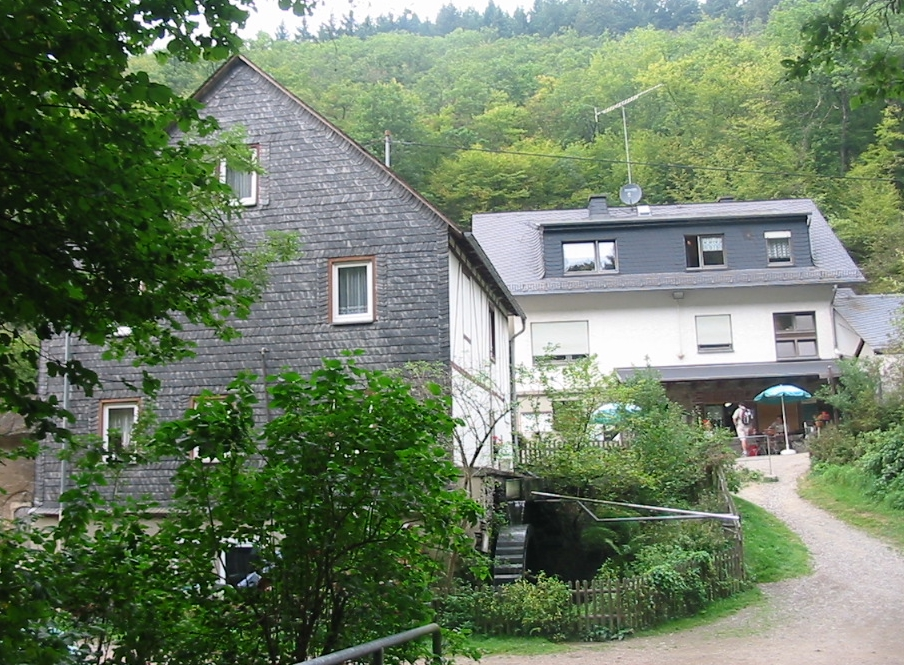
Daubisberger Mühle

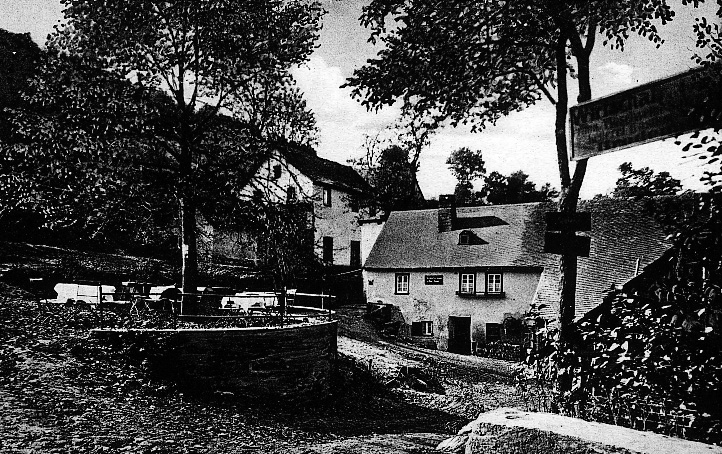
Schönecker Mühle um 1930

Die Wasserkraft des Ehrbaches trieb bereits im Mittelalter einige Wassermühlen im Herrschaftsbereich der drei Ehrbachtal-Burgen an. Wegen der vielen baulichen Veränderungen dürften bei einigen Mühlen allenfalls Fundamentmauerwerke aus dem 13. bis 15. Jahrhundert erhalten sein. Dem Bachverlauf folgend sind es die: 
- Hierer Mühle, Ortsgemeinde Ney (Verbandsgemeinde Emmelshausen)
- Schönecker Mühle, OG Ney (VG Emmelshausen)
- Baunhöller Mühle, am Liesenfelder Bach, OG Gondershausen (VG Emmelshausen)
- Daubisberger Mühle, OG Oppenhausen (Stadt Boppard)
- Rauschenmühle, OG Oppenhausen (Stadt Boppard)
- Eckmühle, OG Beulich, (VG Emmelshausen)
- Brandengrabenmühle, OG Brodenbach (Verbandsgemeinde Untermosel)
- Linkemühle, OG Brodenbach (VG Untermosel)
- Mühle Vogelsang, früher auch Halfers Mühle, OG Brodenbach (VG Untermosel)
- Gilbertsmühle, früher auch Mauers Mühle, OG Brodenbach (VG Untermosel)

## Sehenswürdigkeiten
Neben den nur über Pfade zugänglichen, als wildromantisch bezeichneten Felsformationen der Klamm sind drei Burganlagen aus dem Mittelalter bemerkenswert:
- Ruine Schloss Schöneck, vermutlich Ende des 12. Jahrhunderts erbaute Reichsburg, mit Wohnbauten aus dem 19. Jahrhundert (nur zu bestimmten Anlässen zu besichtigen)
- Ruine Ruine Rauschenberg, im 14. Jahrhundert vom Trierer Bischof zur Durchsetzung seines Herrschaftsanspruches über den örtlichen Adel errichtet und seit Ende des 15. Jahrhunderts ohne militärische Bedeutung
- Ruine Ehrenburg, unter Denkmalschutz stehendes bedeutendes Beispiel spätmittelalterlicher Festungsarchitektur (Privatbesitz, Besichtigungen und Veranstaltungen ganzjährig möglich)
- Der Brodenbacher Ortsteil Ehrenburgertal am unteren Bachlauf mit restaurierten Fachwerkhäusern, wiederhergestellter Apfelpresse aus dem 18. Jahrhundert, barocker Kapelle und altem Judenfriedhof (letzte Bestattung 1938).

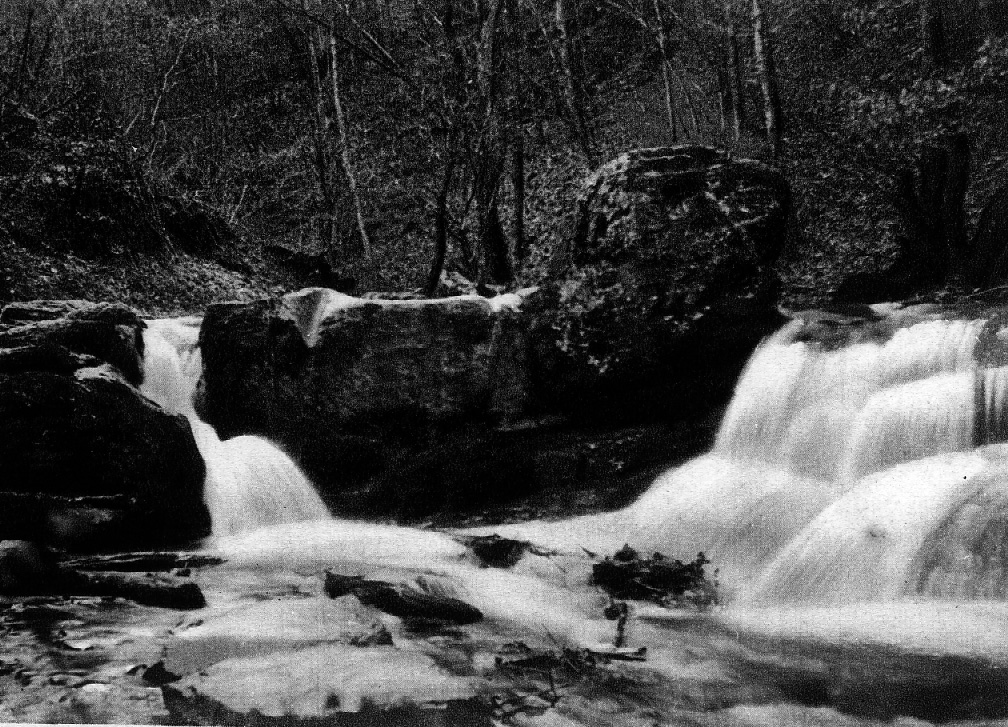
Felsstufe in der Klamm (Foto auf alter Postkarte)
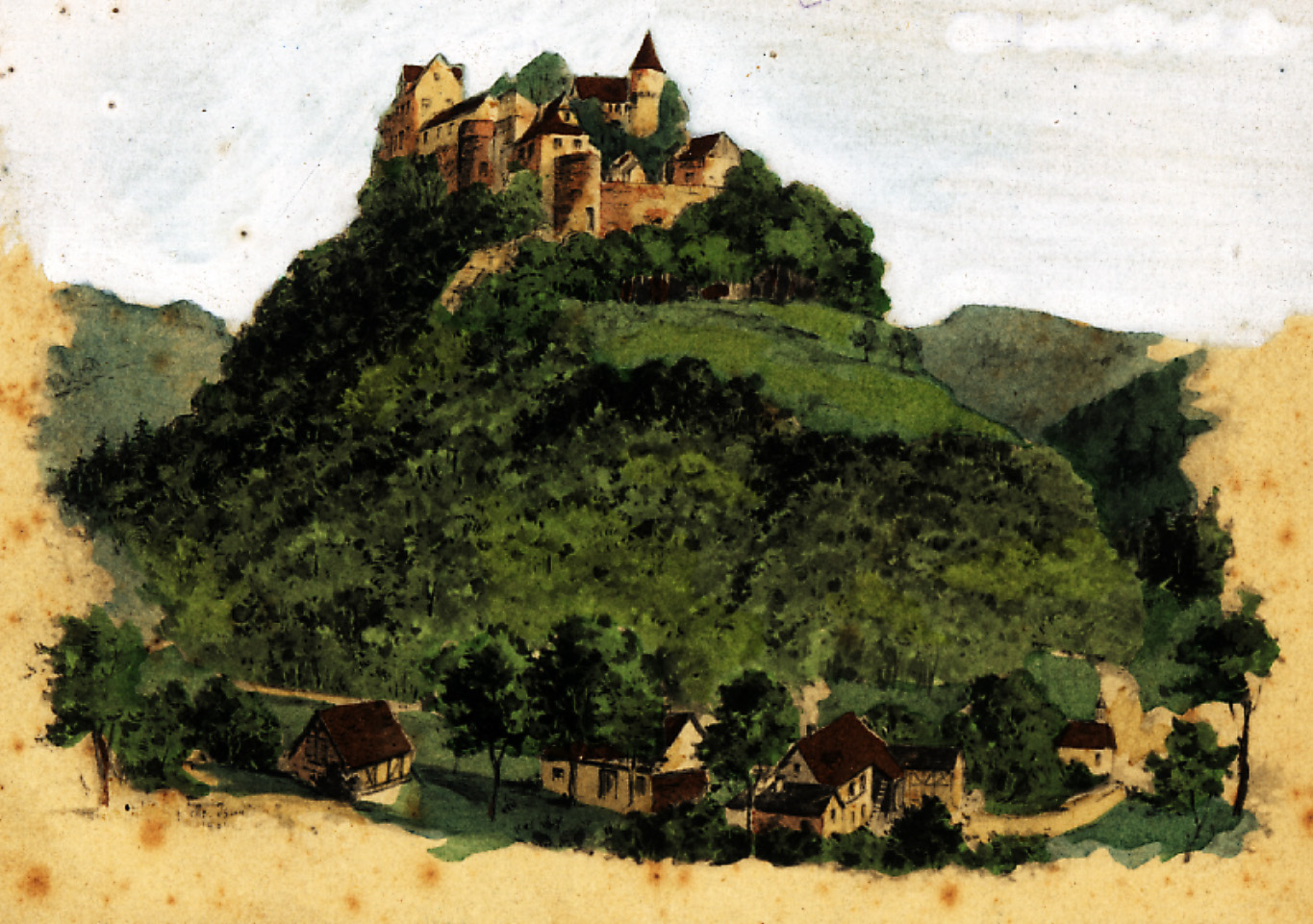
Aquarellierte Zeichnung von Schloss Schöneck, Mitte 19. Jh., damals königlich preußische Försterei (Rückseite Amtsstempel)
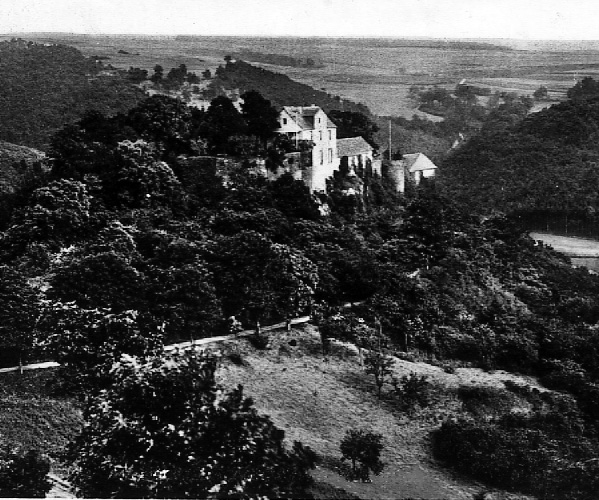
Schloss Schöneck, Blick von der Höhe bei Windhausen (Postkartenfoto um 1930)
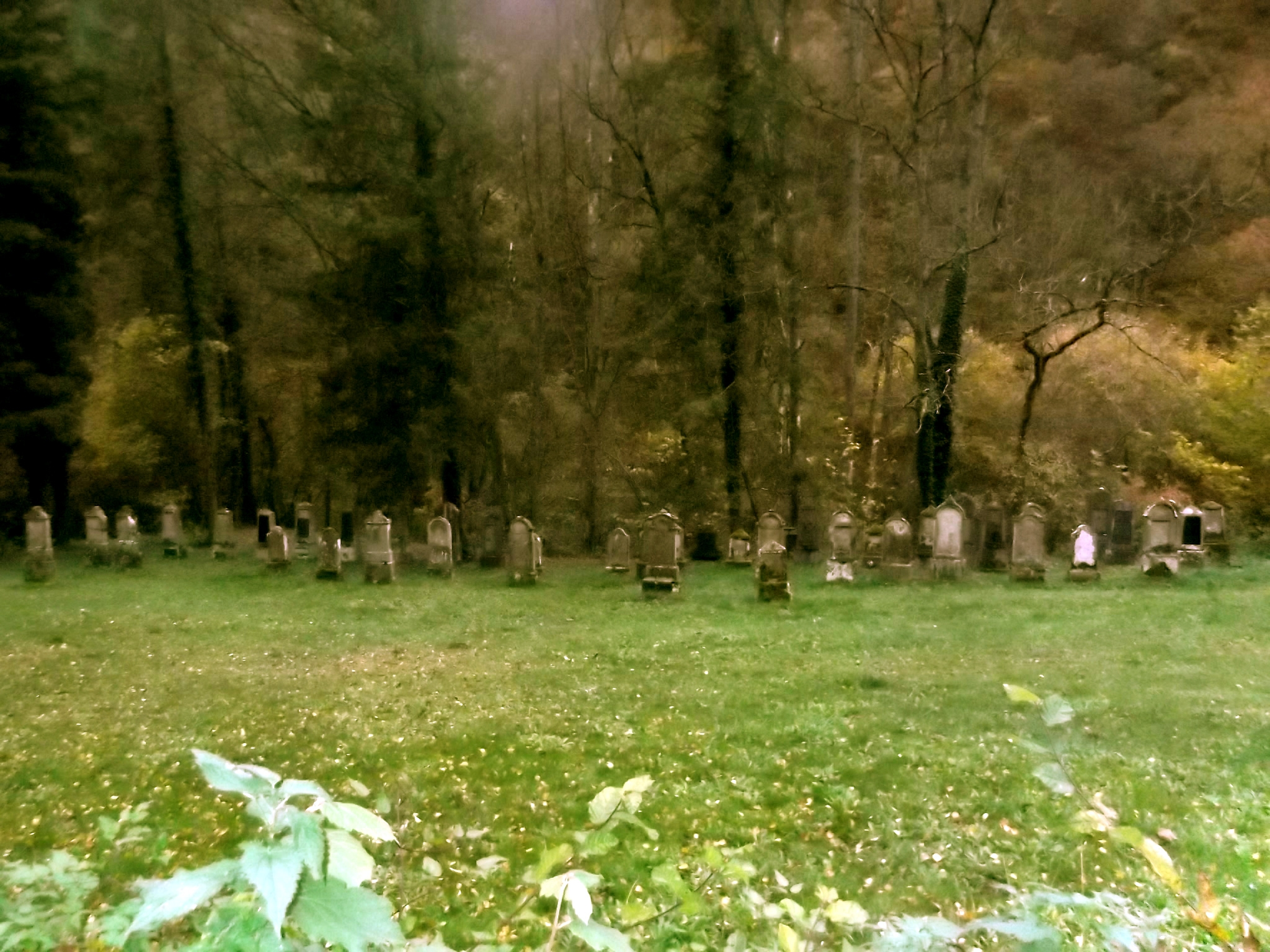
Alter Judenfriedhof 2015 am Ehrbach im Brodenbacher Ortsteil Ehrenburgertal

## Tourismus

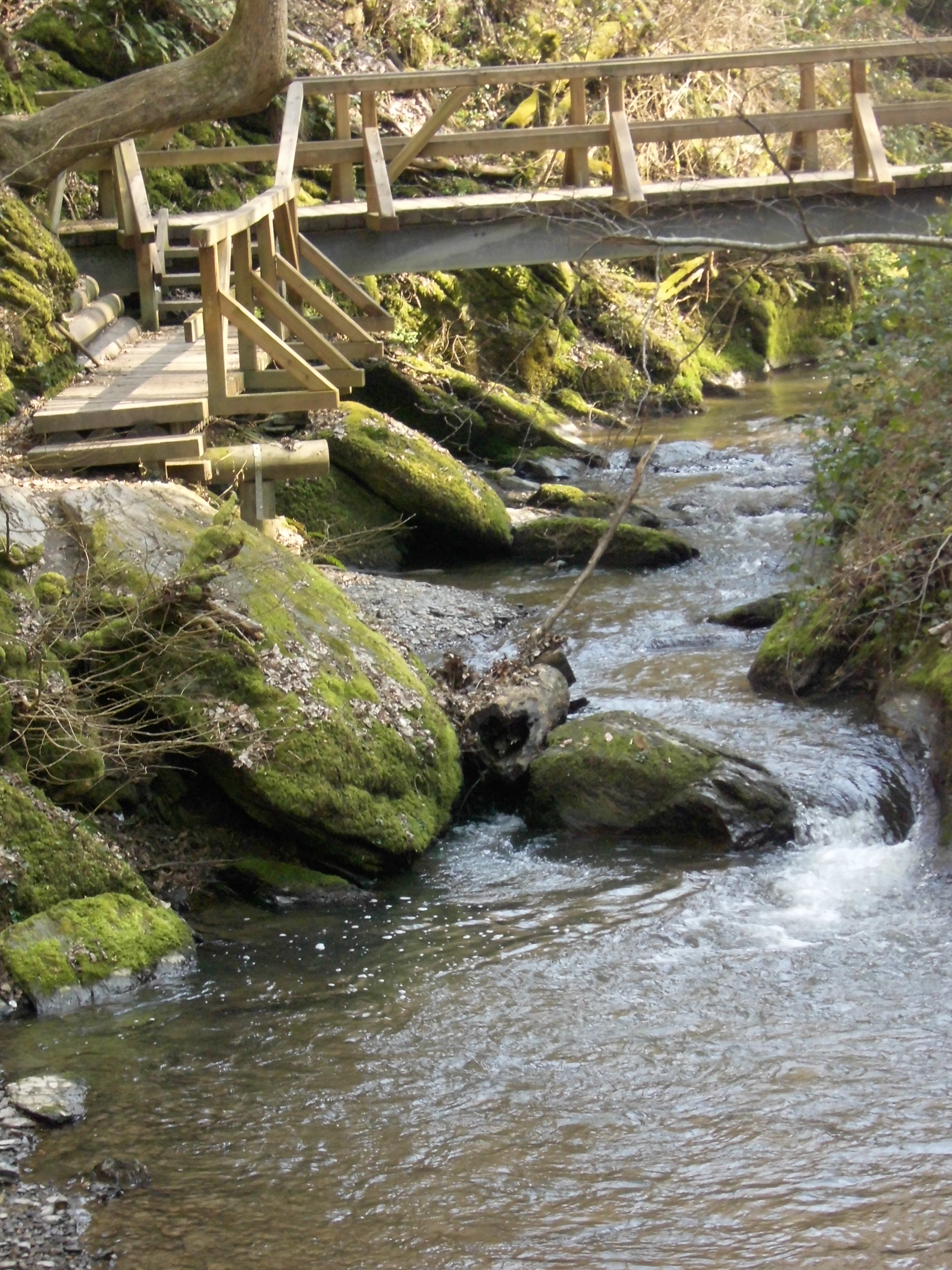
Holzsteg in der Klamm

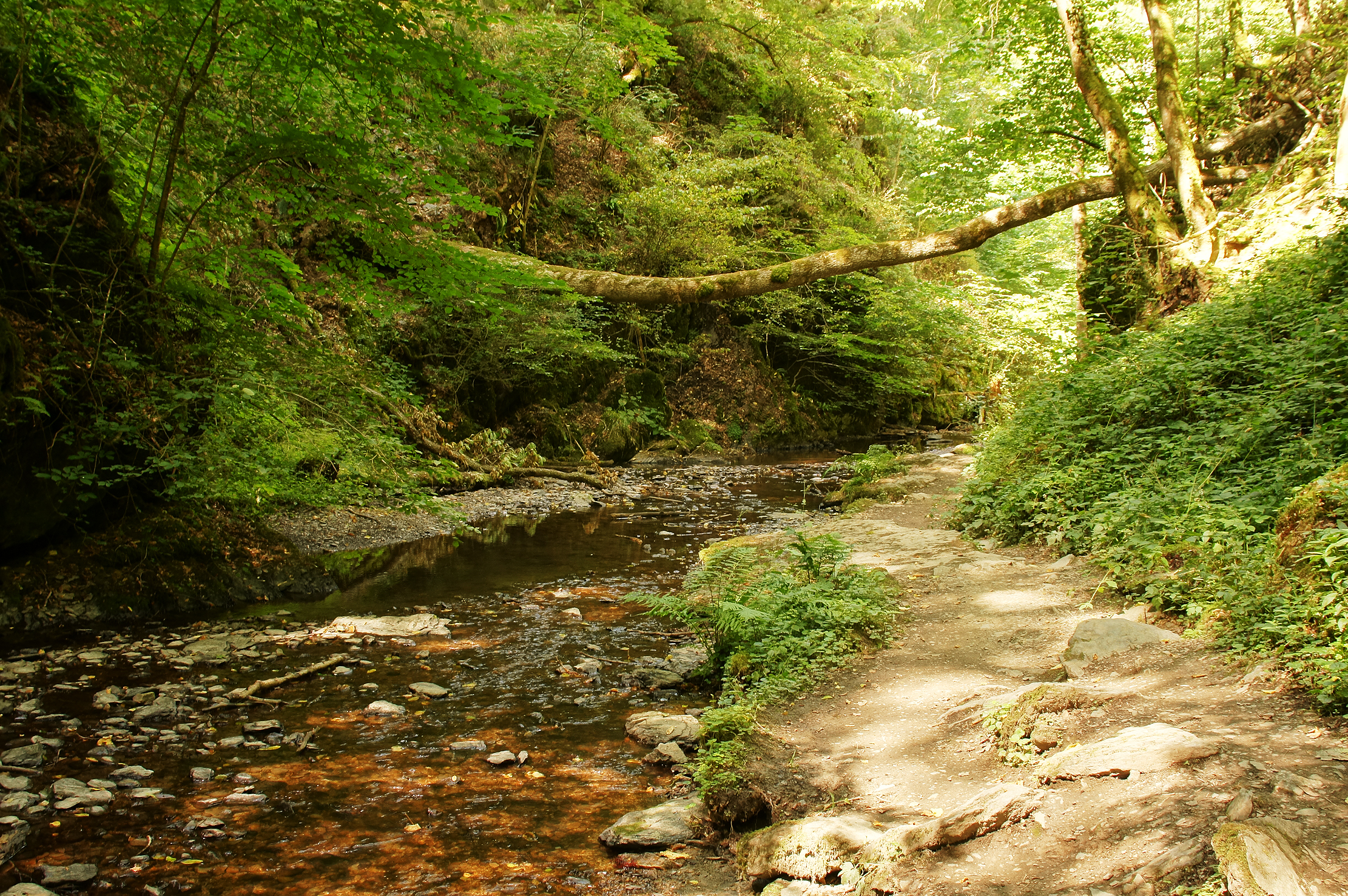
Wanderweg Traumschleife Ehrbachklamm

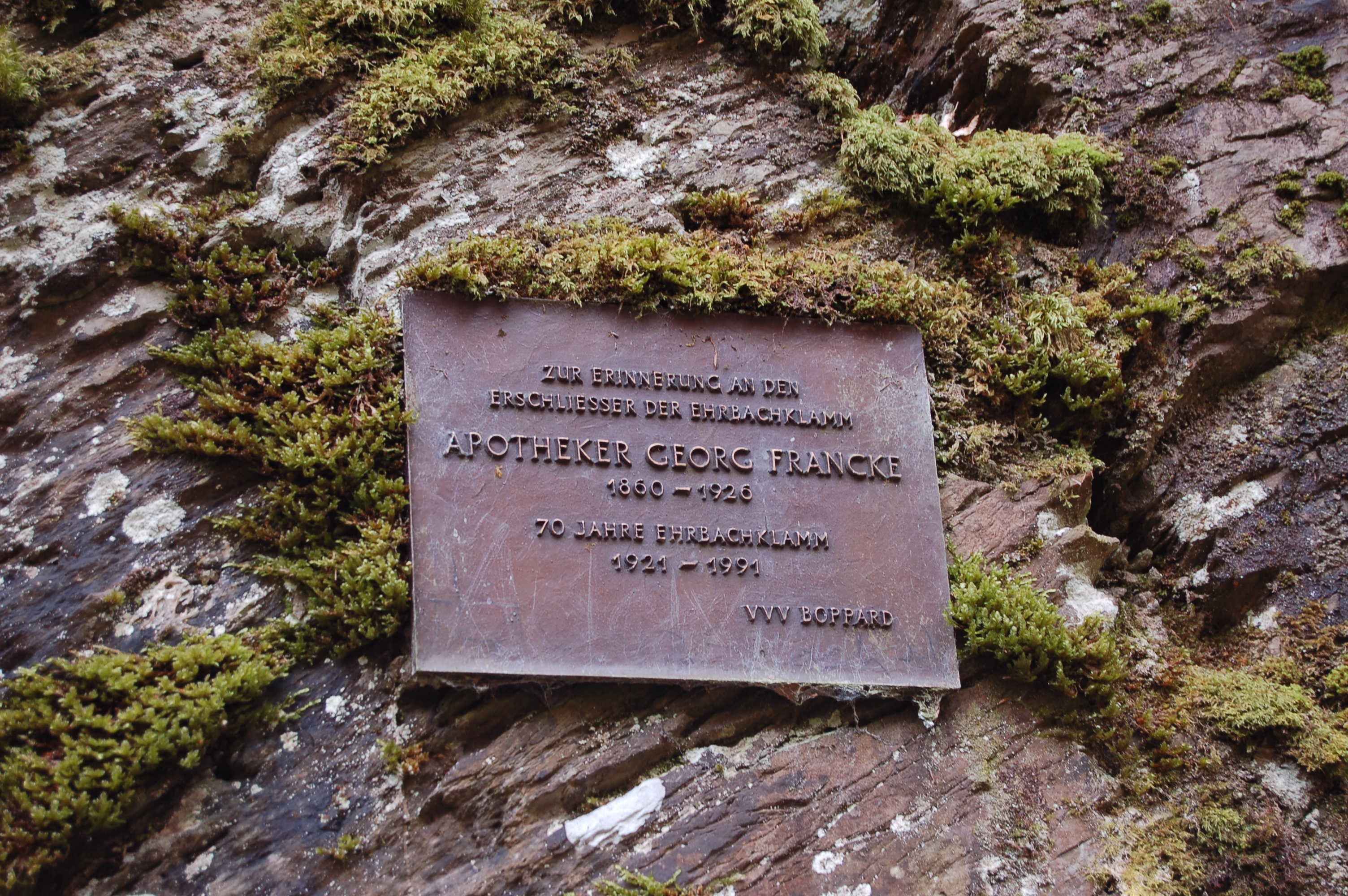
Gedenktafel für den Erschließer der Ehrbachklamm Georg Francke

Im gesamten Ehrbachtal mit seinen Nebentälern ist ein dichtes Wanderwegenetz ausgewiesen. Mehrere gut beschilderte Zugänge führen von der Höhe ab der Hunsrückhöhenstraße (B 327) den Bachläufen entlang zur Klamm. Bewirtschaftete Mühlen bieten Einkehrmöglichkeiten. Die zwei Kilometer lange eigentliche Klamm wurde 1921 durch den Bopparder Apotheker Georg Francke (1860–1926) erschlossen und ist zwischen Rauschen- und Eckmühle zu Fuß – nicht für Fahrräder – passierbar. Zufahrtsmöglichkeiten zur Klamm bestehen talaufwärts ab Ehrenburgertal für einige Kilometer und von oben her über die L206 und Mermuth bis zur Daubisberger Mühle. Im April 2015 ist die Klamm an den Fernwanderweg Saar-Hunsrück-Steig angebunden worden. Der durch die Klamm führende Rundwanderweg Traumschleife Ehrbachklamm war nach der Zertifizierung durch das Deutsche Wanderinstitut der mit 93 Erlebnispunkten zweit-höchstbewertete Wanderweg nach dem Felsenweg in Losheim, der 95 Punkte hat, unter etwa 400 anderen. Mit Stand von Ende 2017 erreichte die Traumschleife Ehrbachklamm 96 „Erlebnispunkte“ und ist damit punktgleich mit dem im Allgäu gelegenen alpinen Wanderweg Luftiger Grat.